# إتويوتابا
إتويوتابا هي مدينة، وبلدية في البرازيل، تتبع ميناس جرايس، بلغ عدد سكانها 97٬171  نسمة، في 2010، تبلغ مساحتها 2٬598٫046 كيلومتر مربع.

## الموقع
تشترك في الحدود مع:
- Gurinhatã [الإنجليزية]‏.

## أعلام
- سيدني مورايس
- أمارو ماسيدو
- رودريغو فاسكونسيولس اوليفيرا